# Ștefan Zoller
Ștefan Zoller (ur. 27 sierpnia 1914 w Sybinie, zm. 21 października 1993 tamże) – rumuński piłkarz ręczny, uczestnik Igrzysk Olimpijskich w 1936 w Berlinie. Na igrzyskach zagrał w meczach przeciwko Szwajcarii i Stanom Zjednoczonym.